# HMS Tarpon (N17)
Pour les autres navires du même nom, voir HMS Tarpon.
Le HMS Tarpon (pennant number : N17) est un sous-marin de la classe T en service dans la Royal Navy. Construit au chantier naval Scotts Shipbuilding and Engineering Company à Greenock, il est lancé en octobre 1939. Il porte le nom du grand poisson tarpon, dont une espèce est originaire de l’océan Atlantique et l’autre des océans océan Indien et Pacifique et son insigne représente ce poisson.

## Conception
Les sous-marins de la classe S, quoique très réussis, se sont avérés trop petits pour des opérations lointaines. Il fallut mettre en chantier la classe T, également très réussie, qui avait 21 mètres de longueur en plus et un déplacement de 1000 tonnes. Alors que les bâtiments de la classe S avaient seulement six tubes lance-torpilles d'étrave, ceux de la classe T en avaient huit, dont deux dans un bulbe d'étrave, plus deux autres dans la partie mince de la coque au milieu du navire.

## Engagements
Le HMS Tarpon fit une courte carrière dans la mer du Nord. Il quitta Portsmouth le 5 avril 1940 pour Rosyth en compagnie du HMS Severn (N57). Le lendemain, on leur ordonna de se rendre en Norvège. Le 10 avril, on ordonna au HMS Tarpon de prendre une nouvelle position. On n’entendit plus jamais parler du Tarpon.
La comparaison des archives britanniques et allemandes permettent de déterminer que le Tarpon a été coulé par le navire-leurre Schiff 40. Les dossiers montrent que le Tarpon avait attaqué le Schiff 40 / Schürbek, mais que sa première salve de torpilles l’avait manqué. Le navire-leurre a repéré le Tarpon sur son sonar et son périscope fut aperçu. Le navire a largué de nombreuses grenades anti-sous-marines dans le cadre d’une contre-attaque soutenue qui a duré presque toute la matinée. Enfin, une série de grenades sous-marines a fait remonter des débris à la surface. Le navire-leurre est resté sur les lieux jusqu’à 5 heures le lendemain matin, lorsqu’il est devenu évident que le sous-marin avait été coulé. Le Tarpon a été porté disparu le 22 avril 1940,.

## Épave
L’épave a été retrouvée et identifiée en mars 2016 dans la partie danoise de la mer du Nord, près de la ville portuaire de Thyborøn, par un plongeur commercial danois, Gert Normann Andersen, de la société JD-Contractor, et l’archéologue maritime britannique, le Dr Innes McCartney,. L’épave a été explorée dans une émission de télévision en direct par Denmarks Radio le 28 août 2016. L’épave a été retrouvée avec deux tubes lance-torpilles vides, ce qui confirme qu’ils ont probablement été tirés au combat avant son naufrage. Il est donc fort probable qu’il ait été coulé par des grenades anti-sous-marines. L’épave est immergée dans 40 mètres d’eau.